# Conospermum floribundum
Conospermum floribundum là một loài thực vật có hoa trong họ Quắn hoa. Loài này được Benth. miêu tả khoa học đầu tiên năm 1870.